# Heinrich Christian Diffené
Heinrich Karl Christian Diffené (* 27. November 1804 in Mannheim; † 11. November 1883) war ein deutscher Unternehmer und Politiker. Von 1852 bis 1861 war er Erster Bürgermeister von Mannheim.

## Leben
Heinrich Karl Christian Diffené kam 1804 als Sohn des Wirts Johann Daniel Diffené (1773–1820), der später auch einer der ersten Mannheimer Abgeordneten in der Badischen Ständeversammlung war, zur Welt. Er besuchte in Mannheim das Lyceum und wurde im Ausland zum Kaufmann ausgebildet. Zurück in Mannheim gründete er eine Weinhandlung, die er nach der Hochzeit mit der seines Schwiegervaters vereinigte. Diffené wurde in die Handelskammer gewählt, lehnte aber später eine Berufung zum Präsidenten ab. Er war Gründer und Aufsichtsratsvorsitzender der Mannheimer Dampfschleppschifffahrtsgesellschaft und Mitgründer der Mannheimer Börse und der Badischen Bank. 1868 wurde er überdies Handelsrichter am Handelsgericht Mannheim.
1852 wurde Diffené, der bereits Mitglied des Stadtrats gewesen war, nach dem Rücktritt von Friedrich Reiß zum Ersten Bürgermeister von Mannheim gewählt. In seine bis 1861 dauernde Amtszeit fielen der Neubau des Krankenhauses, der Umbau des Nationaltheaters, die Ansiedlung der Spiegelfabrik und der Bau der Schleifbahn um die Quadrate. Später war er auch Abgeordneter im Zollparlament und in der ersten Kammer des badischen Landtags, wo er zum Vizepräsidenten gewählt wurde.
Die Stadt Mannheim pflegt sein Grab auf dem Hauptfriedhof als Ehrengrab.
Diffené war verheiratet mit Anna Barbara geb. Sauerbeck (1810–1869). Ihre Söhne waren Johann Heinrich, Karl Wilhelm und Philipp Daniel Diffené; Philipp wurde 1903 Ehrenbürger von Mannheim. Seine einzige Tochter und jüngstes Kind Clara heiratet den wohlhabenden Fabrikanten und promovierten Chemiker August Reimann aus Ludwigshafen; heute erinnert die Clara-Reimann-Straße an sie.